# 哈拉爾·格倫斯克
哈拉爾·格倫斯克（挪威語：Harald Grenske），西福爾的附屬國王（參見附屬王國）。
哈拉爾的父親是古卓·比約恩松，比約恩·法爾曼之子。在他11歲時，他的父親被灰袍哈拉爾等人謀殺，哈拉爾逃往烏普蘭投靠斯科格拉爾·托斯特。哈拉爾成為西福爾國王後，娶了奧斯塔·居布蘭斯多塔為妻，兩人的兒子即為日後的奧拉夫二世。